# François Verboven
François Verboven (? – ?) olimpiai ezüstérmes belga tornász.
Ez első világháború után az 1920. évi nyári olimpiai játékokon indult, és mint tornász versenyzett. Csapat összetettben ezüstérmes lett, míg egyéni összetettben a 17. helyen végzett